# Le Gros-Theil
Le Gros-Theil är en kommun i departementet Eure i regionen Normandie i norra Frankrike. Kommunen ligger i kantonen Amfreville-la-Campagne som tillhör arrondissementet Bernay. År 2018 hade Le Gros-Theil 1 023 invånare.

## Befolkningsutveckling
Antalet invånare i kommunen Le Gros-Theil
Referens:INSEE